# 和义站
和义站是一个位于中国北京市丰台区和义街道南苑路、和义东里、和义西里交叉口，属于北京地铁8号线的地铁车站，于2018年12月30日随8号线三期南段开通而投入使用。因本站南端设有存车线，本站在节假日期间可充当8号线小交路折返站。

## 位置
和义站位于南四环外，沿南苑路（南中轴路，南北向）呈南北走向布置。和义站为8号线最南端的位于北京中轴线地下的车站；线路离开和义站后向东转入南苑东路。

## 结构

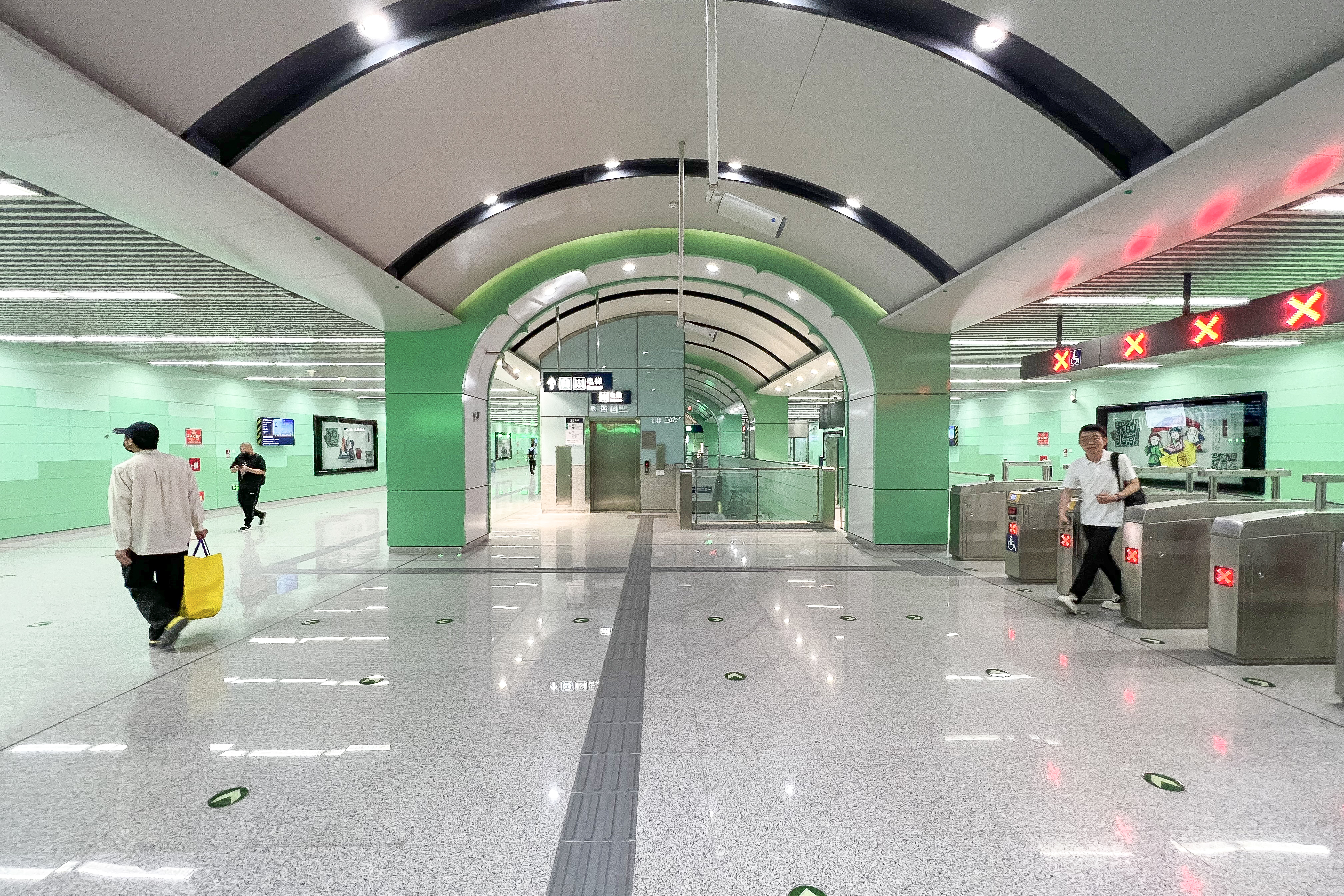
站厅

和义站为地下二层车站，岛式站台设计。月台南端设有一条存车线。
| 地面层          | 街道                    | A-D出入口                        |
| 地下一层 站厅层 | 站厅                    | 客务中心、自动售票机、进出站闸机 |
| 地下二层 站台层 |                         | █ 8号线往朱辛庄（大红门南）      |
| 地下二层 站台层 | 岛式站台，左側開门      |                                  |
| 地下二层 站台层 | █ 8号线往瀛海（东高地） |                                  |

## 出入口
|                       |        |                  |      |            |  |
| 编号                  | 指示   | 建议前往的目的地 | 图片 | 无障碍设施 |  |
| 出口 · A              | 南苑路 | 和义西里         |      | 不適用     |  |
| 出口 · B              | 南苑路 | 和义东里         |      | 不適用     |  |
| 出口 · D · 升降机标志 | 南苑路 |                  |      |            |  |
| 註： 設有             |        |                  |      |            |  |